# Abraham de Brooklyn
Abraham de Brooklyn est un roman de Didier Decoin, publié le 1er septembre 1971 aux éditions du Seuil et ayant reçu le prix des Libraires l'année suivante.

## Historique
Le roman fut en lice pour le prix Goncourt 1971, décerné cette année-là aux Bêtises de Jacques Laurent. Il reçoit finalement le prix des Libraires 1972.

## Résumé
L'histoire se déroule dans le contexte du chantier du pont de Brooklyn à New York, où Simon un des ouvriers du chantier, rencontre Kate qui s'est évadée d'un pénitencier.

## Éditions
- Abraham de Brooklyn, éditions du Seuil, 1971  (ISBN 978-2-02-001164-8).